# 西宮市立今津小学校
西宮市立今津小学校（にしのみやしりつ いまづしょうがっこう）は、兵庫県西宮市今津二葉町に所在する公立小学校。
明治時代である1882年（明治15年）の開校時に建築された、洋式の六角堂の校舎は長野県松本市の旧開智学校に次いで古いとされている貴重な建築物である（但し文化財としては指定されていない）。移築のち現在は敷地内で保存されており、普段は非公開だが事前予約すれば見学が可能。

## 沿革
- 1873年（明治6年）4月3日 - 今津村常源寺を仮校舎として今津小学校が開校。
- 1882年（明治15年）7月2日 - 現在地に移転。この日を創立記念日とする。
- 1931年（昭和6年）4月 - 今津第一尋常高等小学校と改称。
- 1933年（昭和8年）4月1日 - 今津町が西宮市の編入され、今津尋常高等小学校と改称。
- 1941年（昭和16年）4月1日 - 今津国民学校と改称。
- 1947年（昭和22年）4月1日 - 西宮市立今津小学校と改称。

## 通学区域
- 今津水波町、今津二葉町、今津社前町、今津大東町、今津出在家町（1～9番）、今津巽町（1～4番）、今津久寿川町（1～11番）、津門川町、津門住江町（1～14番）、今津出在家町（10番）、今津西浜町、今津巽町（5～8番）、今津港町、今津久寿川町（12番）、今津真砂町、津門住江町（15番）、甲子園浜1～3丁目[2]

※卒業後は基本的に西宮市立真砂中学校若しくは西宮市立今津中学校に進学する。

## 通学区域が隣接している学校
- 西宮市立総合教育センター付属西宮浜義務教育学校 （海を挟んで隣接。）
- 西宮市立用海小学校
- 西宮市立津門小学校
- 西宮市立春風小学校
- 西宮市立南甲子園小学校
- 西宮市立甲子園浜小学校 （海を挟んで隣接。）
- 西宮市立高須西小学校 （海を挟んで隣接。）

こちらです。